# Brachytron pratense
Brachytron pratense (Müller, 1764) je vrsta iz familije Aeshnidae. Srpski naziv ove vrste je Prolećni knežević.

## Opis vrste
Trbuh mužjaka je plavo-crn, a ženke žuto-crn. Na prvom trbušnom segmentu se, s leđne strane, nalazi jedna plava tačka (kod ženke žuta), dok se na ostalim segmentima nalaze po dve tačke. Grudi su zelene sa širokim crnim crtama i prekrivene uočljivim dlačicama. Krila su providna s dugačkom, tankom, svetlobraon pterostigmom. Ovo je vrsta koja je karakteristična za prolećni period i najmanji je predstavnik svoje porodice kod nas .

## Stanište
Stajaće i sporotekuće vode bogato obrasle obalnom i vodenom vegetacijom.    

## Životni ciklus
Parenje ove vrste se odvija u vazduhu. Nakon parenja ženke polažu jaja u mrtve delove biljaka. Iz jaja se razvijaju larve koje se kriju u vodenoj vegetaciji odakle love i čije razviće traje dve godine. Egzuviju ostavljaju na obalnim biljkama.

## Sezona letenja
Sezona letenja traje od marta do avgusta.

## Spoljašnje veze
- Hairy dragonfly: LWT
- Hairy dragonfly: Dumfries and Galloway Local Species Action Plan[мртва веза]